# Курск
Вижте пояснителната страница за други значения на Курск.
Курск (на руски: Курск) е град в централна Русия, административен център на Курска област. Населението на града през 2011 година е 416 298 души.

## Административен окръг
- Централен
- Железопътен
- Сеймски

До 1 март 1994 те съответно са се назовавали:
- Ленински район
- Кировски район
- Промишлен район

## Транспорт
Въздушният транспорт се осъществява чрез аеропорт Източен (аэропорт Восточный).

## Известни личности
Родени в Курск
- Василий Золотарьов (1837-1891), офицер
- Павло Климкин (р. 1967), украински политик
- Александър Поветкин (р. 1979), боксьор
- Сергей Пускепалис (р. 1966), актьор и режисьор
- Серафим Саровски (1754-1833), духовник
- Сестри Толмачови (р. 1997), певици

## Галерия
- ул. Радищева, Дом знанието
- ЦУМ
- Червения площад. Вид на Знаменския събор.
- Червения площад. Мемориална плоча с имената на куран-героите.
- Червения площад. Хотел „Централен“
- Знаменски събор на Червения площад
- Паметник на героите от гражданската война
- Вид на здание ЦБ Русия (по улица Ленин)